# Electronic
Electronic var ett brittiskt band bildat 1989 i Manchester, England, bestående av New Orders ledargestalt Bernard Sumner på sång, gitarr och keyboard, och den före detta gitarristen i The Smiths, Johnny Marr, på gitarr, basgitarr och keyboard. På det självbetitlade debutalbumet medverkade också Neil Tennant och Chris Lowe från Pet Shop Boys. Detta samarbete återuppstod inför släppet av singeln "Disappointed".

## Medlemmar
Ordinarie medlemmar
- Bernard Sumner – sång, gitarr, keyboard (1988–2001)
- Johnny Marr – gitarr, basgitarr, sång, keyboard (1988–2001)

Bidragande musiker
- Neil Tennant – sång, keyboard, gitarr (1989–1994)
- Chris Lowe – keyboard (1989–1994)
- Karl Bartos – percussion, synthesizer, sång (1995)
- Jimi Goodwin – basgitarr, sång, gitarr, keyboard (1999)
- Ged Lynch – trummor, percussion (1999)

## Diskografi

### Album
- Electronic (1991)
- Raise the Pressure (1996)
- Twisted Tenderness (1999)
- Get the Message - The Best of Electronic (2006) (samlingsalbum)

### Singlar
- "Getting Away with It" (1989)
- "Get the Message" (1991)
- "Feel Every Beat" (1991)
- "Disappointed" (1992)
- "Forbidden City" (1996)
- "For You" (1996)
- "Second Nature" (1997)
- "Vivid" (1999)
- "Late at Night" (1999)